# Відпустка наосліп
«Відпустка наосліп» — українська романтична комедія 2025 року режисерки Валерії Фадєєвої та сценаристки Юлії Салімовської. 
«Відпустка наосліп» стала дебютною режисерською роботою для Валерії Фадєєвої. Головні ролі виконали Тетяна Малкова та Даніель Салем. Також в стрічці з'явиться Lida Lee, для якої роль стане дебютною в повнометражному фільму.
Особливість стрічки — гармонійне поєднання романтики, жартів та глибокої соціальної тематики. Через легкий гумор та мальовничі пейзажі Карпат у фільмі порушується важливе питання — адаптація військових до цивільного життя.
Офіційним саундтреком стрічки стала пісня «Вимолив» від Jerry Heil, MONATIK та Євгена Хмари.

## Сюжет
В центрі сюжету історія успішної київської бізнес-леді, яку поважає керівництво та ненавидить весь колектив. Так, щоб трішки відпочити від шефині, підлеглі відправляють її у вимушену відпустку: на верхівку українських Карпат. Там на героїню чекає безліч сюрпризів, пригод та неочікуваних знайомств. Ця відпустка перевертає життя героїв з ніг на голову та назавжди змінює все.

## У ролях
| Актор              | Роль   |
| ------------------ | ------ |
| Тетяна Малкова     | Анна   |
| Даніель Салем      | Назар  |
| Федір Гуринець     | Богдан |
| Lida Lee           |        |
| Олена Олар         |        |
| Наталія Корецька   |        |
| Олександр Ярема    |        |
| Ілля Клин          |        |
| Юлія Ігнатченко    |        |
| Вячеслав Ніканоров |        |

## Виробництво
Знімання проходили у трьох локаціях: Києві, українських Карпатах та Братиславі.
Фільм створено за підтримки Державного агентства України з питань кіно та компанії ТОВ «ФАЙНЛ КАТ МЕДІА», дистрибутор B&H Film Distribution. Креативним продюсером стрічки виступив Семен Горов — український режисер, музичний продюсер та композитор. Авторкою сценарію виступила Юлія Салімовська, оператор-постановник — Олег Авілов, художник-постановник — Кара Балеян, кастинг-директорка — Марина Большухіна.
Постпродакшн стрічки здійснювала компанія TheDBpost. Продюсером постпродакшену виступив Дмитро Бас, виконавчим продюсером постпродакшену — Валентин Андрєєв. Режисер монтажу — Володимир Пінчук та звукорежисер — Богдан Скорик.

## Прем'єра
Перша презентація матеріалів фільму відбулась 4 вересня 2024 року у межах Українського дня на 81-му Венеційському міжнародному кінофестивалі.
Прем’єра стрічки «Відпустка наосліп» попередньо була запланована на 27 березня 2025 року, але її перенесли на 13 березня 2025.
Гала-прем'єра фільму відбулася 11 березня 2025 року в кінотеатрі «Оскар» (ТРЦ Gulliver) в Києві, зібравши близько 700 глядачів. Кінотеатр та атріум гала-прем'єри були оформлені у стилі Карпат: хвойні елементи, автентичні природні композиції створювали атмосферу гірського регіону.